# Llista d'asteroides/91401–91500
| Nom     | Designació provisional | Data de descobriment | Lloc de descobriment | Descobridor/s          |
| ------- | ---------------------- | -------------------- | -------------------- | ---------------------- |
| 91401 - | 1999 MY                | 22 de juny, 1999     | Woomera              | F. B. Zoltowski        |
| 91402 - | 1999 NW                | 9 de juliol, 1999    | Woomera              | F. B. Zoltowski        |
| 91403 - | 1999 NY5               | 13 de juliol, 1999   | Socorro              | LINEAR                 |
| 91404 - | 1999 NT6               | 13 de juliol, 1999   | Socorro              | LINEAR                 |
| 91405 - | 1999 NB10              | 13 de juliol, 1999   | Socorro              | LINEAR                 |
| 91406 - | 1999 NA11              | 13 de juliol, 1999   | Socorro              | LINEAR                 |
| 91407 - | 1999 NM11              | 13 de juliol, 1999   | Socorro              | LINEAR                 |
| 91408 - | 1999 NP11              | 13 de juliol, 1999   | Socorro              | LINEAR                 |
| 91409 - | 1999 NP15              | 14 de juliol, 1999   | Socorro              | LINEAR                 |
| 91410 - | 1999 NZ30              | 14 de juliol, 1999   | Socorro              | LINEAR                 |
| 91411 - | 1999 NJ41              | 14 de juliol, 1999   | Socorro              | LINEAR                 |
| 91412 - | 1999 NP42              | 14 de juliol, 1999   | Socorro              | LINEAR                 |
| 91413 - | 1999 NN49              | 13 de juliol, 1999   | Socorro              | LINEAR                 |
| 91414 - | 1999 ND54              | 12 de juliol, 1999   | Socorro              | LINEAR                 |
| 91415 - | 1999 NH54              | 12 de juliol, 1999   | Socorro              | LINEAR                 |
| 91416 - | 1999 NH55              | 12 de juliol, 1999   | Socorro              | LINEAR                 |
| 91417 - | 1999 NU55              | 12 de juliol, 1999   | Socorro              | LINEAR                 |
| 91418 - | 1999 NY56              | 12 de juliol, 1999   | Socorro              | LINEAR                 |
| 91419 - | 1999 NP59              | 13 de juliol, 1999   | Socorro              | LINEAR                 |
| 91420 - | 1999 NK60              | 13 de juliol, 1999   | Socorro              | LINEAR                 |
| 91421 - | 1999 NA65              | 14 de juliol, 1999   | Socorro              | LINEAR                 |
| 91422 - | 1999 OH                | 16 de juliol, 1999   | Pises                | Pises                  |
| 91423 - | 1999 OT4               | 16 de juliol, 1999   | Socorro              | LINEAR                 |
| 91424 - | 1999 PT1               | 10 d'agost, 1999     | Ametlla de Mar       | J. Nomen               |
| 91425 - | 1999 PM2               | 7 d'agost, 1999      | Kitt Peak            | Spacewatch             |
| 91426 - | 1999 PE4               | 13 d'agost, 1999     | Reedy Creek          | J. Broughton           |
| 91427 - | 1999 PB5               | 14 d'agost, 1999     | Ondřejov             | P. Kušnirák, P. Pravec |
| 91428 - | 1999 QT1               | 20 d'agost, 1999     | Gnosca               | S. Sposetti            |
| 91429 - | 1999 QO2               | 30 d'agost, 1999     | Gnosca               | S. Sposetti            |
| 91430 - | 1999 RL                | 4 de setembre, 1999  | Prescott             | P. G. Comba            |
| 91431 - | 1999 RQ                | 3 de setembre, 1999  | Ondřejov             | L. Šarounová           |
| 91432 - | 1999 RF1               | 4 de setembre, 1999  | Prescott             | P. G. Comba            |
| 91433 - | 1999 RL2               | 4 de setembre, 1999  | Catalina             | CSS                    |
| 91434 - | 1999 RY3               | 4 de setembre, 1999  | Catalina             | CSS                    |
| 91435 - | 1999 RX6               | 3 de setembre, 1999  | Kitt Peak            | Spacewatch             |
| 91436 - | 1999 RY6               | 3 de setembre, 1999  | Kitt Peak            | Spacewatch             |
| 91437 - | 1999 RB9               | 4 de setembre, 1999  | Kitt Peak            | Spacewatch             |
| 91438 - | 1999 RA12              | 7 de setembre, 1999  | Socorro              | LINEAR                 |
| 91439 - | 1999 RD12              | 7 de setembre, 1999  | Socorro              | LINEAR                 |
| 91440 - | 1999 RK12              | 7 de setembre, 1999  | Socorro              | LINEAR                 |
| 91441 - | 1999 RU14              | 7 de setembre, 1999  | Socorro              | LINEAR                 |
| 91442 - | 1999 RD17              | 7 de setembre, 1999  | Socorro              | LINEAR                 |
| 91443 - | 1999 RH17              | 7 de setembre, 1999  | Socorro              | LINEAR                 |
| 91444 - | 1999 RS17              | 7 de setembre, 1999  | Socorro              | LINEAR                 |
| 91445 - | 1999 RC19              | 7 de setembre, 1999  | Socorro              | LINEAR                 |
| 91446 - | 1999 RD19              | 7 de setembre, 1999  | Socorro              | LINEAR                 |
| 91447 - | 1999 RH19              | 7 de setembre, 1999  | Socorro              | LINEAR                 |
| 91448 - | 1999 RY21              | 7 de setembre, 1999  | Socorro              | LINEAR                 |
| 91449 - | 1999 RQ24              | 7 de setembre, 1999  | Socorro              | LINEAR                 |
| 91450 - | 1999 RV24              | 7 de setembre, 1999  | Socorro              | LINEAR                 |
| 91451 - | 1999 RG38              | 13 de setembre, 1999 | Višnjan Observatory  | K. Korlević            |
| 91452 - | 1999 RL43              | 14 de setembre, 1999 | Ondřejov             | P. Kušnirák, P. Pravec |
| 91453 - | 1999 RA49              | 7 de setembre, 1999  | Socorro              | LINEAR                 |
| 91454 - | 1999 RK49              | 7 de setembre, 1999  | Socorro              | LINEAR                 |
| 91455 - | 1999 RV49              | 7 de setembre, 1999  | Socorro              | LINEAR                 |
| 91456 - | 1999 RK58              | 7 de setembre, 1999  | Socorro              | LINEAR                 |
| 91457 - | 1999 RL65              | 7 de setembre, 1999  | Socorro              | LINEAR                 |
| 91458 - | 1999 RX66              | 7 de setembre, 1999  | Socorro              | LINEAR                 |
| 91459 - | 1999 RE69              | 7 de setembre, 1999  | Socorro              | LINEAR                 |
| 91460 - | 1999 RK71              | 7 de setembre, 1999  | Socorro              | LINEAR                 |
| 91461 - | 1999 RQ71              | 7 de setembre, 1999  | Socorro              | LINEAR                 |
| 91462 - | 1999 RL72              | 7 de setembre, 1999  | Socorro              | LINEAR                 |
| 91463 - | 1999 RZ75              | 7 de setembre, 1999  | Socorro              | LINEAR                 |
| 91464 - | 1999 RZ77              | 7 de setembre, 1999  | Socorro              | LINEAR                 |
| 91465 - | 1999 RE80              | 7 de setembre, 1999  | Socorro              | LINEAR                 |
| 91466 - | 1999 RU81              | 7 de setembre, 1999  | Socorro              | LINEAR                 |
| 91467 - | 1999 RQ83              | 7 de setembre, 1999  | Socorro              | LINEAR                 |
| 91468 - | 1999 RH87              | 7 de setembre, 1999  | Socorro              | LINEAR                 |
| 91469 - | 1999 RW87              | 7 de setembre, 1999  | Socorro              | LINEAR                 |
| 91470 - | 1999 RX87              | 7 de setembre, 1999  | Socorro              | LINEAR                 |
| 91471 - | 1999 RJ89              | 7 de setembre, 1999  | Socorro              | LINEAR                 |
| 91472 - | 1999 RY91              | 7 de setembre, 1999  | Socorro              | LINEAR                 |
| 91473 - | 1999 RJ95              | 7 de setembre, 1999  | Socorro              | LINEAR                 |
| 91474 - | 1999 RO95              | 7 de setembre, 1999  | Socorro              | LINEAR                 |
| 91475 - | 1999 RH96              | 7 de setembre, 1999  | Socorro              | LINEAR                 |
| 91476 - | 1999 RA97              | 7 de setembre, 1999  | Socorro              | LINEAR                 |
| 91477 - | 1999 RJ97              | 7 de setembre, 1999  | Socorro              | LINEAR                 |
| 91478 - | 1999 RO99              | 8 de setembre, 1999  | Socorro              | LINEAR                 |
| 91479 - | 1999 RL107             | 8 de setembre, 1999  | Socorro              | LINEAR                 |
| 91480 - | 1999 RP107             | 8 de setembre, 1999  | Socorro              | LINEAR                 |
| 91481 - | 1999 RV108             | 8 de setembre, 1999  | Socorro              | LINEAR                 |
| 91482 - | 1999 RP110             | 8 de setembre, 1999  | Socorro              | LINEAR                 |
| 91483 - | 1999 RS110             | 8 de setembre, 1999  | Socorro              | LINEAR                 |
| 91484 - | 1999 RL112             | 9 de setembre, 1999  | Socorro              | LINEAR                 |
| 91485 - | 1999 RF115             | 9 de setembre, 1999  | Socorro              | LINEAR                 |
| 91486 - | 1999 RS117             | 9 de setembre, 1999  | Socorro              | LINEAR                 |
| 91487 - | 1999 RT117             | 9 de setembre, 1999  | Socorro              | LINEAR                 |
| 91488 - | 1999 RL119             | 9 de setembre, 1999  | Socorro              | LINEAR                 |
| 91489 - | 1999 RL121             | 9 de setembre, 1999  | Socorro              | LINEAR                 |
| 91490 - | 1999 RX123             | 9 de setembre, 1999  | Socorro              | LINEAR                 |
| 91491 - | 1999 RA124             | 9 de setembre, 1999  | Socorro              | LINEAR                 |
| 91492 - | 1999 RY132             | 9 de setembre, 1999  | Socorro              | LINEAR                 |
| 91493 - | 1999 RE134             | 9 de setembre, 1999  | Socorro              | LINEAR                 |
| 91494 - | 1999 RS135             | 9 de setembre, 1999  | Socorro              | LINEAR                 |
| 91495 - | 1999 RZ138             | 9 de setembre, 1999  | Socorro              | LINEAR                 |
| 91496 - | 1999 RT141             | 9 de setembre, 1999  | Socorro              | LINEAR                 |
| 91497 - | 1999 RF142             | 9 de setembre, 1999  | Socorro              | LINEAR                 |
| 91498 - | 1999 RG142             | 9 de setembre, 1999  | Socorro              | LINEAR                 |
| 91499 - | 1999 RX144             | 9 de setembre, 1999  | Socorro              | LINEAR                 |
| 91500 - | 1999 RA147             | 9 de setembre, 1999  | Socorro              | LINEAR                 |